# World of Warcraft: Cataclysm
World of Warcraft: Cataclysm est la troisième extension du jeu en réseau de type MMORPG, World of Warcraft. Son annonce a été faite le 21 août 2009 lors de la session d’ouverture de la BlizzCon 2009,.
Cette extension est sortie le 7 décembre 2010.
L'extension se déroule quelque temps après « Wrath of the Lich King ». Cette fois, le peuple d'Azeroth va devoir se battre contre Neltharion (Deathwing) dans un monde ravagé par la fureur de ce dernier.

## Nouveautés
Les principales nouveautés de cette troisième extension sont, :
- la limite de niveau passe de 80 à 85 ;
- l’apparition de montures aquatiques (hippocampes, tortues) ;
- deux nouvelles races jouables : les Worgens de l’Alliance et les Gobelins de la Horde ;
- de nouvelles combinaisons de classe pour les différentes races : 
  - Horde :
    - Chasseur Mort-vivant et Gobelin,
    - Chaman Gobelin,
    - Chevalier de la mort Gobelin,
    - Démoniste Gobelin,
    - Druide Troll,
    - Guerrier Elfe de sang et Gobelin,
    - Mage Orc et Gobelin,
    - Paladin Tauren,
    - Prêtre Tauren et Gobelin,
    - Voleur Gobelin.

  - Alliance :
    - Chevalier de la mort Worgen,
    - Druide Worgen,
    - Chasseur Humain et Worgen,
    - Mage Nain, Elfe de la nuit et Worgen,
    - Prêtre Gnome et Worgen,
    - Voleur Worgen,
    - Chaman Nain,
    - Démoniste Nain et Worgen
    - Guerrier Worgen.
- la refonte de l’ancien monde : à la suite du cataclysme causé par Neltharion, devenu "Aile de mort", le monde d'Azeroth est entièrement transformé, et de nombreuses quêtes ont été modifiées, supprimées ou ajoutées;
- de nouvelles quêtes de niveaux 80 à 85 ;
- la progression de guilde : une réputation associée à celle-ci, 25 niveaux et des Hauts-Faits de guilde ont été mis en place ;
- un nouveau métier secondaire : l’archéologie offre la possibilité de trouver des artefacts permettant d’accéder à de nouveaux objets (équipements, montures, mascottes, etc.) ;
- les montures volantes sont utilisables en Azeroth, à l'exception des zones de départ de l'extension The Burning Crusade par les personnages de niveau 60 et plus ;
- de nouvelles instances à 5 joueurs : les Cavernes de Rochenoire (Blackrock Caverns), le Trône des marées (Throne of the Tides), le Cœur-de-Pierre (Stonecore), la Cime du Vortex (Vortex Pinnacles), la Cité perdue des Tol’vir (Lost City of the Tol'vir), Grim Batol, les Salles de l’Origine (Halls of Origins), ainsi que la version héroïque des donjons des Mortemines (Deadmines) et du Donjon d’Ombrecroc (Shadowfang Keep) ;
- de nouvelles instances de Raids : le Bastion de Baradin (Baradin Hold), le Bastion du Crépuscule (Bastion of Twilight), le Trône des Quatre Vents (Throne of the Four Winds) et la Descente de l’Aile-Noire (Blackwing Descent) ;
- de nouvelles zones de niveau 80-85 : le mont Hyjal (Mount Hyjal), Vashj’ir, le Tréfonds (Deepholm), Uldum, les Hautes-terres du Crépuscule (Twilight Highlands) et Tol Barad ;
- de nouveaux champs de bataille : la bataille de Gilnéas et les Pics-Jumeaux ;
- une zone JcJ en extérieur : Tol Barad ;
- la modification architecturale d'Orgrimmar et de Hurlevent ;
- la mise en place du système de Maîtrise (nouvelle statistique secondaire) ;
- Ajout de nouvelles zones de départ pour les Gnomes et les Trolls : les Trolls ont désormais les Îles de l’Écho, et les Gnomes ont reconquis la surface de leur capitale, Gnomeregan (bien que l’instance du même nom soit conservée). La reconquête de ces territoires a eu lieu au cours du patch 4.0.3. Il fut possible de participer à une de ces reconquêtes lors d’une des dernières mise à jour de World of Warcraft: Wrath of the Lich King, antérieure à la sortie de l’extension Cataclysm, en tuant Zalazane, le chef Troll, ainsi que le Mekgénieur Thermojoncteur lors d’une série de quêtes pour assister à la reprise des capitales de ces derniers.

## Accueil

### Ventes
World of Warcraft: Cataclysm s’est écoulé à plus de 3,3 millions d’exemplaires dans les 24 heures suivant son lancement. Selon Blizzard, cette performance en fait le jeu vidéo pour PC s’étant le plus rapidement vendu de tous les temps. À titre comparatif, la première extension de World of Warcraft, The Burning Crusade, s’était vendu à 2,4 millions d’exemplaires en une journée et la deuxième extension, Wrath of the Lich King, à 2,8 millions,.